# Манубах
Манубах (нем. Manubach) — община в Германии, в земле Рейнланд-Пфальц. 
Входит в состав района Майнц-Бинген. Подчиняется управлению Райн-Наэ.  Население составляет 323 человека (на 31 декабря 2010 года). Занимает площадь 7,72 км².